# Cyprus Turkish Airlines

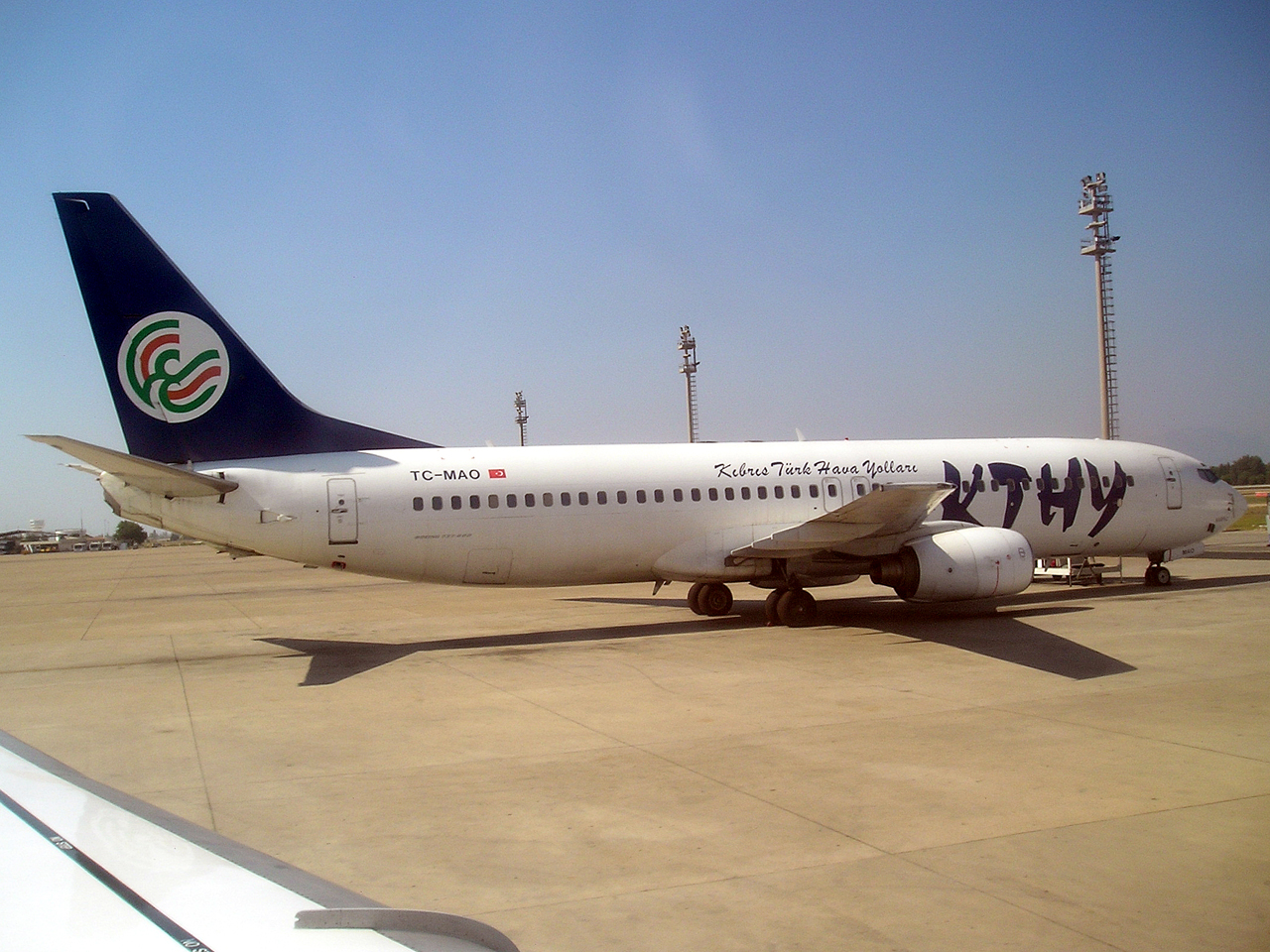

Cyprus Turkish Airlines – nieistniejące narodowe linie lotnicze Cypru Północnego z siedzibą w Nikozji. Głównym węzłem był port lotniczy Ercan.
21 czerwca 2010 na stronie internetowej firmy pojawiło się oświadczenie o zawieszeniu wszelkich operacji, a osiem dni później - 29 czerwca 2010 ogłoszono, że firma zakończyła wszelką działalność.

## Porty docelowe
- Turcja
  - Adana (port lotniczy Adana)
  - Ankara (port lotniczy Ankara)
  - Antalya (port lotniczy Antalya)
  - Dalaman (port lotniczy Dalaman)
  - Gaziantep (port lotniczy Gaziantep)
  - Kayseri (port lotniczy Kayseri-Erkilet)
  - Izmir (port lotniczy Izmir)
  - Stambuł (port lotniczy Stambuł-Atatürk)
  - Trabzon (port lotniczy Trabzon)
- Wielka Brytania
  - Birmingham (port lotniczy Birmingham)
  - Londyn
    - (Port lotniczy Londyn-Gatwick)
    - (Port lotniczy Londyn-Heathrow)
    - (Port lotniczy Londyn-Stansted)

  - Manchester (port lotniczy Manchester)
- Niemcy
  - Frankfurt (port lotniczy Frankfurt)
  - Stuttgart (port lotniczy Stuttgart)
  - Kolonia (port lotniczy Kolonia)